# Kanton Bavella
Der Kanton Bavella ist seit 2015 ein französischer Wahlkreis im Arrondissement Sartène, im Département Corse-du-Sud und der Region Korsika. 

## Gemeinden
Der Kanton besteht aus sechs Gemeinden und Gemeindeteilen mit insgesamt 14.839 Einwohnern (Stand: 1. Januar 2022) auf einer Gesamtfläche von 385,36 km²:
| Gemeinde              | Einwohner 1. Januar 2022 | Fläche km² | Dichte Einw./km² | Code INSEE | Postleitzahl |
| --------------------- | ------------------------ | ---------- | ---------------- | ---------- | ------------ |
| Conca                 | 1.167                    | 77,96      | 15               | 2A092      | 20135        |
| Lecci                 | 2.020                    | 27,41      | 74               | 2A139      | 20137        |
| Porto-Vecchio         | 6.174                    | 23,80      | 259              | 2A247      | 20137        |
| San-Gavino-di-Carbini | 1.162                    | 47,88      | 24               | 2A300      | 20170        |
| Sari-Solenzara        | 1.447                    | 73,85      | 20               | 2A269      | 20145        |
| Zonza                 | 2.869                    | 134,46     | 21               | 2A362      | 20135        |
| Kanton Bavella        | 14.839                   | 385,36     | 39               | 2A06       | –            |

1. ↑   Nur der nordöstliche Teil der Gemeinde, der Rest gehört zum Kanton Grand Sud.